# Tutmozis II.
Tutmozis II (što znači Thoth je rođen) je bio četvrti faraon Osamnaeste dinastije Egipta. Sagradio je nekoliko manjih spomenika i poduzeo najmanje dva manja vojna pohoda, ali osim toga nije učinio ništa značajno, te je vjerojatno bio pod snažnim utjecajem svoje supruge Hatšepsut. Njegova vladavina se obično stavlja u razdoblje između 1493. i 1479. pr. Kr. Tijelo ovoga kralja je pronađeno u tajnom skrovištu u Deir el-Bahriju. Danas ga se može vidjeti u Egipatskom muzeju u Kairu.